# Manufacture d'armes légères de Lithgow

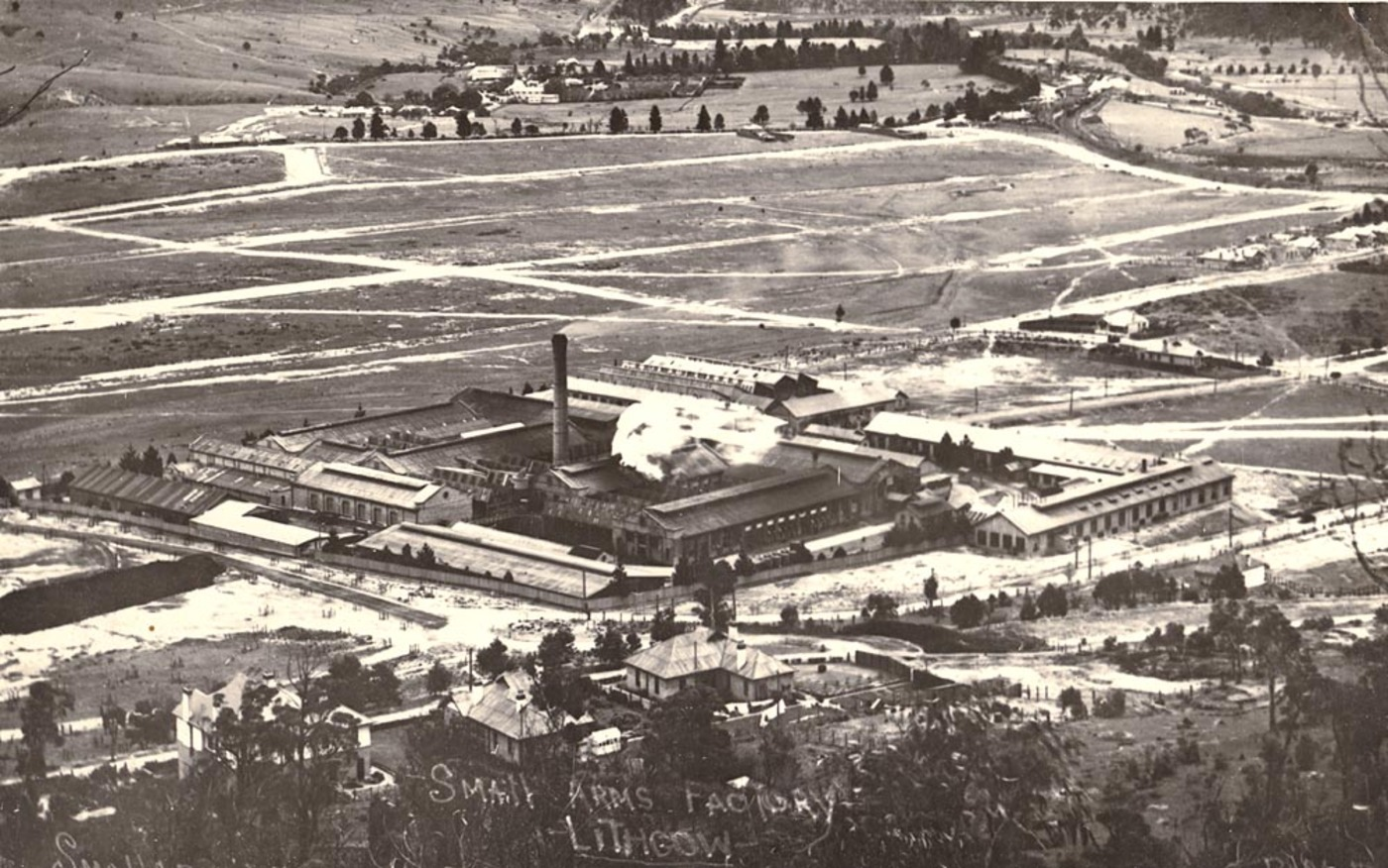
L'usine avant 1927.

La Manufacture d'armes légères de Lithgow (en anglais : Lithgow Small Arms Factory) est un atelier d’État d'armement, fondé en 1912 en Nouvelle-Galles du Sud par le gouvernement australien. Elle devient l'Australian Defence Industries (ADI) dans les années 1980 et agrandit le nombre de ses usines et de ses productions. ADI est ensuite vendue au groupe Thales en 2006.

## Production
- Lee-Enfield Mark III
- Mitrailleuse lourde Vickers
- SMG F1
- SLR L1A1
- Steyr AUG sous licence devenant F88 (plusieurs variantes)
- FN Minimi sous licence devenant F89 (plusieurs variantes)

## Utilisateurs des armes portatives de la LSAF
Les armes de la fabrique australiennes furent fournies aux militaires des pays suivants :
- Australie
- Nouvelle-Zélande